# Honda S360
La Honda S360 è un'autovettura cabriolet della casa automobilistica giapponese Honda nel 1962.

## Contesto
Sotto il cofano c'era un motore chiamato AK250E a 4 cilindri in linea bialbero da 356 cm³ condiviso con la Honda T360, montato in posizione anteriore-longitudinale, con la trazione posteriore. Fu una delle prime automobili create dall'azienda nipponica e venne costruita nell'impianto a Suzuka. La S360 fu presentata il 5 giugno 1962 durante l'11° Assemblea Generale della Nation Honda Meeting tenutasi sul circuito di Suzuka. 
Durante il meeting sul circuito di Suzuka, la S360 scese in pista con Sōichirō Honda al volante e Yoshio Nakamura (responsabile del progetto) sul sedile del passeggero. Il 25 ottobre 1962, in occasione del 9° Japan National Auto Show (odierno salone di Tokyo), Honda presentò la S360 insieme alla S500 alla T360. Nonostante l'accoglienza molto favorevole sia all'Honda Meeting che al Tokyo Motor Show, non fu mai messa in produzione, anche se l'anno seguente venne messa in produzione in serie una versione derivata dalla S360, la S500.